# Vitamine B3
Pour les articles homonymes, voir B3 et PP.

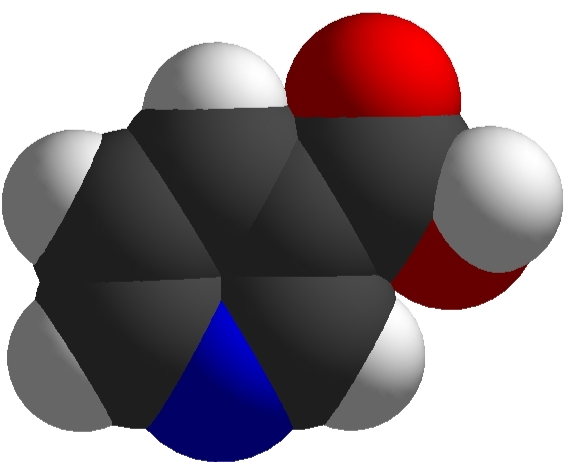
This image represent the space filling model of Vitamin B3 (Niacin)

La vitamine B3 (C6H5NO2) est une vitamine hydrosoluble de la famille des vitamines B, qui correspond à deux molécules : la niacine (acide nicotinique) et son amide, le nicotinamide, parfois appelée niacinamide. Elle est aussi appelée vitamine PP pour pellagra preventive car une carence en cette vitamine est responsable de la pellagre.
La vitamine B3, précurseur du NAD+ (nicotinamide adénine dinucléotide) et du NADP+ (nicotinamide adénine dinucléotide phosphate), est nécessaire comme cofacteur d'oxydoréduction au métabolisme des glucides, des lipides et des protéines.
La vitamine B3 peut se trouver en quantités importantes dans les volailles, le foie de veau, les céréales, les cacahuètes et d'autres graines.

## Découverte et histoire
On doit la première description de la molécule à Hugo Weidel, en 1873 lors de ses études sur la nicotine. Il l'obtient par oxydation de la nicotine avec de l'acide nitrique. Elle est, par la suite, extraite du foie par le biochimiste Conrad Elvehjem, en 1937 qui en identifie l'ingrédient actif et l'appelle pellagra-preventing factor - de là son nom de vitamine PP - car elle a un effet préventif sur la pellagre. Ce premier essai sur des chiens est suivi, peu de temps après, par un essai clinique sur les humains mené par le docteur Tom Douglas Spies, essai couronné de succès.
L'acide nicotinique est appelé vitamine B3 parce qu'elle est la troisième vitamine B à avoir été découverte. Pour éviter de suggérer que la nicotine -ou la cigarette- contient une vitamine et pour dissocier de la nicotine cette vitamine et les additifs alimentaires en contenant, le nom plus abstrait de niacine a été forgé, mot-valise de nicotinic acid vitamin.
En 1951, Carpenter et Laguna, constatant que les pauvres du Sud des États-Unis sont victimes de la pellagre mais pas ceux, encore plus pauvres, du Mexique, mettent en lumière le processus chimique qui permet d'enrichir le maïs, aliment principal des uns comme des autres, en le cuisant avec de l'eau de chaux. C'est la redécouverte (scientifiquement établie) de la nixtamalisation, un procédé connu des populations mésoaméricaines depuis la Préhistoire.
En 1955, Altschul et ses collègues décrivent les effets de baisse du niveau de lipides de la niacine. C'est le plus ancien liporéducteur connu.

## Métabolisme et carences

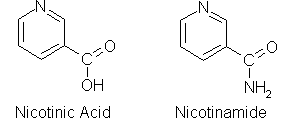
Acide nicotinique et son amide, nicotinamide

Les vitamines B facilitent la conversion de la nourriture (glucides) en énergie (glucose). La niacine est utile dans le processus de régulation des hormones liées au stress et améliore la circulation sanguine. Ces vitamines sont hydrosolubles et le corps ne les stocke pas.
Il est rare, dans les pays développés, d'être victime d'une carence sévère en vitamine B3. Seul l'alcoolisme peut encore la provoquer. Elle provoque la pellagre (affection cutanée, diarrhée, démence). Il peut cependant exister des causes génétiques, comme lors de la maladie de Hartnup.
Les symptômes d'une carence légère sont l'indigestion, la fatigue, le vomissement, ou la dépression. Elle peut être due à une grossesse.

### Anti-cholestérol
La niacine – mais pas le nicotinamide – baisse la concentration de cholestérol dans le sang en diminuant légèrement chez le patient ayant déjà fait un infarctus du myocarde le risque de récidive ainsi que la mortalité. Ces données datent cependant d'avant l'utilisation des statines. L'association aux statines ne montre, par contre, aucun avantage (par rapport à un traitement par statines seules) en termes de morbidité ou de mortalité, même si le niveau du HDL-cholestérol est amélioré.

### Athérosclérose
La niacine prévient la progression de l'athérosclérose et minimise le risque d'attaque cardiaque.
Néanmoins, une étude  suggère qu'un excès de niacine serait délétère chez le patient cardiaque

## Effets secondaires
Le principal effet secondaire est la survenue d'un érythème facial. Il peut exister des troubles digestifs ainsi qu'une augmentation de la glycémie.

## Sources alimentaires
La vitamine B3 se trouve dans le foie (veau, génisse, agneau) avec 12 à 17 mg pour 100 grammes, le cœur et les rognons (9 à 15 mg), la viande de poulet (6,5 mg), le bœuf (5 à 6 mg) et le poisson (thon, saumon, etc. 2,5 à 13 mg).
Certaines graines en sont riches, comme le blé entier (8,4 mg pour 100 g) et d'autres céréales (orge, sarrasin, seigle), les cacahuètes (10,6 à 12,4 mg), les graines de chia (8,8 mg), les noix (2 mg). Les champignons comme le shiitake contiennent (3,5 à 4 mg).
La levure de bière en est particulièrement riche, avec 36 mg, toujours pour 100 grammes. Étant donné le bas coût d'obtention de ce dernier produit, par rapport à la viande ou aux fruits et légumes frais, ce fut l'apport nutritionnel principal dans le traitement de la pellagre avant la découverte de la nixtamalisation. Citons encore la bière non filtrée (12 mg par litre) ou la Marmite (110 mg pour 100 g), l'une et l'autre contenant ou étant tirée de la levure.
Les fruits et légumes en contiennent un peu moins : avocat (1 mg), dattes (2 mg), tomates (0,7 mg), brocoli (0,6 mg), carottes (0,3 – 0,6 mg), patate douce (0,5 – 0,6 mg). 